# Hyperkératose
 Mise en garde médicale
L'hyperkératose est un terme général qui, dans le domaine de la dermatologie, désigne un groupe d'affections de la peau caractérisées par une augmentation significative de la kératinisation, et de ce fait une augmentation de la couche cornée de l'épiderme : ichtyose, kératose (kératodermie), porokératose, verrue.
Chez l'être humain, le terme indique typiquement un épaississement de la peau, plus ou moins étendu, non pathologique quand il s'agit du durcissement de la peau lié à la marche avec les pieds nus ou à la manipulation fréquente de certains outils.

## Rappel sur le processus de kératinisation
La peau est formée de trois couches distinctes avec (de l’extérieur vers l’intérieur), l'épiderme, le derme et l'hypoderme.
L'épiderme est constitué de cellules appelées kératinocytes, qui se forment dans la couche basale (couche cellulaire située à la jonction du derme et de l'épiderme). Les kératinocytes migrent naturellement vers la surface. En vieillissant, ils perdent leur noyau et se chargent de kératine. Ils forment le stratum corneum, ou couche cornée. Ils sont ensuite éliminés par desquamation.
Ce cycle cellulaire dure environ 40 jours. Il existe un équilibre entre la multiplication cellulaire par mitose des kératinocytes et leur évacuation par desquamation.

## Mécanisme général
Dans certaines maladies de peau, ou lorsque la peau subit une agression (pressions, frottement, ...), et surtout si ces agressions se répètent, l'organisme déclenche une réaction inflammatoire localisée.
L'inflammation peut augmenter le processus de renouvellement cellulaire des kératinocytes.
Ce mécanisme de défense va entraîner un déséquilibre entre "création" et "élimination".
Les cellules mortes chargées en kératine vont donc être en surnombre et finissent par se compacter pour former des blocs de kératine, c'est l'hyperkératose.
Cette hyperkératose aura des aspects bien différents en fonction de l'étiologie, de la localisation, et du type de peau concerné.

## Les traitements
Selon l'origine de l'hyperkératose, le traitement sera soit dermatologique, soit pédicural.
En règle générale, on réalise une ablation de la zone hyperkératosique, en associant une thérapie adaptée à l'origine de celle-ci.
L'acte pédicural n'est que temporaire, il convient évidemment de traiter l'origine du conflit par divers appareillages (orthoplasties, semelles orthopédiques, orthonyxie, ...). En l'absence de ce traitement, l'hyperkératose reviendra et souvent de plus en plus vite.
Ces traitements doivent être prodigués par un pédicure-podologue diplômé d'État ou un podo-orthésiste agréé qui sont les seuls habilités à réaliser ce genre d'appareillages sans ou avec prescription médicale.

## Complications
Dans certaines pathologies d'ordre général, une hyperkératose peut entraîner des complications dramatiques (mal perforant plantaire, infection, amputation), notamment en cas de perte de la sensibilité (complication fréquente du diabète sucré), ou de troubles vasculaires de type artérite.

## Exemples
- Cals et cors
- verrues
- keratosis pilaris
- kératose actinique
- kératose séborrhéique
- Durillons
- Œil de perdrix
- zabiba
- l'eczéma peut entraîner une hyperkératose
- le lichen plan provoque une hyperkératose dans la bouche
- diverses ichtyoses provoquent une hyperkératose.